# 宽叶变黑蝇子草
宽叶变黑蝇子草（学名：Silene nigrescens ssp. latifolia）为石竹科蝇子草属下的一个亚种。

## 扩展阅读
- 維基物種上的相關：宽叶变黑蝇子草